# Федерация стрельбы Украины
Федерация стрельбы Украины (Ukrainian Shooting Federation, краткое название ФСУ или USF) — украинская спортивная общественная организация, ставящая своей целью популяризацию пулевой и стендовой стрельбы, подготовку спортсменов, тренеров и судей на Украине.

## История
Федерация стрельбы Украины создана в 1992 году.
Согласно Уставу ФСУ, её деятельность регламентируется Конституцией Украины, действующим законодательством и указанным Уставом. Федерация признает Олимпийскую хартию, Устав и правила Международной Федерации стрелкового спорта (ISSF) и, в соответствии со ст. 36.1 Закона Украины «О физической культуре и спорте», осуществляет свою деятельность как общественная организация.

## Руководство ФСУ
Президент: Волков Олег Игоревич
Главный тренер: Кукса Анатолий Павлович
Государственный тренер: Петросюк Андрей Николайович
Генеральный секретарь ФСУ: Черненко Людмила Дмитриевна
Оружейник сборной Украины по стрельбе: Ибрагимов Ниязи Биляллович
Тренеры сборной Украины по стрельбе пулевой: Старинский Степан Иванович, Черединов Игорь Борисович, Криворучко Анатолий Петрович, Каминський Александр Борисович, Авраменко Геннадий Викторович, Семакин Александр Львович, Коновалюк Георгий Дмитриевич, Колесник Сергей Александрович..

## Цели и задачи ФСУ
- Содействие усовершенствованию системы подготовки высококвалифицированных спортсменов, тренеров, судей, обеспечение успешного выступления украинских стрелков на спортивных соревнованиях;
- Содействие повышению роли пулевой и стендовой стрельбы во всестороннем и гармоничном развитии молодежи, укреплению здоровья, формированию здорового образа жизни;
- Пропаганда и популяризация стрелковых видов спорта среди населения;
- Содействие развитию и укреплению связей с международными и другими спортивными федерациями, ассоциациями, объединениями, содействие активной деятельности членов ФСУ в международных и других спортивных организациях и объединениях;
- Развитие и укрепление материально-технической базы пулевой и стендовой стрельбы, которая способствует возрождению национальных традиций стрелкового спорта Украины;
- Содействие демократизации управлением стрелковым спортом на Украине.[2].

## Ведущие стрелки Федерации стрельбы Украины
- Мильчев Николай Николаевич
- Петрив Александр Святославович
- Сухоруков Юрий Александрович
- Шитко (Тихова) Дарья Александровна
- Костевич Елена Дмитриевна